# والتون شرقی
والتون شرقی (به انگلیسی: East Walton) یک روستا و محله مدنی در بریتانیا است که در King's Lynn and West Norfolk واقع شده‌است. والتون شرقی ۱۰٫۸۱ کیلومتر مربع مساحت دارد.